# Джумада аль-ахира
Джума́да аль-ахира (араб. جمادى الآخرة‎ —  джумада последний‎) или джума́да ас-са́ни (араб. جمادى الثاني‎ —  джумада второй‎) — шестой месяц мусульманского календаря.
Арабское слово джумада используется для обозначения сухих пересохших земель. Месяцы джумада аль-уля и следующий за ним месяц джумада аль-ахира в Аравии считались самыми засушливыми.
Исламский календарь — лунный, и месяцы начинаются тогда, когда увидели первый полумесяц новой луны. Поскольку исламский лунный календарный год на 10—11 дней короче солнечного года, дата джумада аль-ахира изменяется.

## События

### 10 день
- 36 г.х. — окончание битвы верблюда

### 21 день
- 733 г.х. — смерть шафиитского и ашаритского богослова Бадруддина ибн Джамаа[1]

### 22 день
- 13 г.х. — смерть халифа Абу Бакра

### 25 день
- 478 г.х. — смерть шафиитского и ашаритского богослова Абуль-Маали аль-Джувайни